# Viktor Vlagyimirovics Ponyegyelnyik
Viktor Vlagyimirovics Ponyegyelnyik (oroszul: Виктор Владимирович Понедельник; Rosztov-na-Donu, 1937. május 22. – 2020. december 5.) Európa-bajnok orosz labdarúgó, edző.
A szovjet válogatott tagjaként részt vett az 1962-es világbajnokságon, illetve az 1960-as és az 1964-es Európa-bajnokságon.

## Sikerei, díjai
Szovjetunió
- Európa-bajnok (1): 1960

Egyéni
- Az Európa-bajnokság társgólkirálya (1): 1960 (2 gól)